# Jô (futebolista)
João Alves de Assis Silva (São Paulo, 20 de março de 1987), mais conhecido como Jô, é um ex-futebolista brasileiro que atuava como centroavante.
Tendo iniciado sua carreira no Corinthians, por onde teve três passagens, o atacante também defendeu clubes como CSKA Moscou, Manchester City, Everton, Galatasaray, Internacional, Atlético Mineiro, Ceará, entre outros. Fez sua estreia pela Seleção Brasileira em 2007, e esteve no grupo que conquistou a medalha de bronze nas Olimpíadas de 2008. Anos depois, convocado por Luiz Felipe Scolari, conquistou a Copa das Confederações de 2013 e disputou a Copa do Mundo de 2014, sendo reserva de Fred em ambos os torneios.
Além de ser o maior artilheiro do Corinthians no século XXI, com 65 gols, Jô também é o segundo maior artilheiro da Neo Química Arena, com 30 gols marcados no estádio.

## Carreira

### Corinthians
Revelado pelo Corinthians, Jô alcançou o feito de se tornar o jogador mais jovem a atuar profissionalmente pelo clube, aos 16 anos de idade. Sua estreia ocorreu em julho de 2003, durante uma partida contra o Guarani, pelo Campeonato Brasileiro, quando o time era comandado por Geninho e sofria com desfalques no setor ofensivo — Leandro Amaral estava lesionado, enquanto Liedson e Lucas haviam sido negociados. Na ocasião, Jô tinha 16 anos, três meses e 29 dias.
Seu primeiro gol como profissional foi marcado em 24 de agosto, em uma vitória por 3–1 contra o Internacional, no Estádio do Pacaembu. Devido ao momento conturbado vivido pelo Corinthians na temporada, a diretoria optou por preservar o jovem atacante, restringindo sua participação em entrevistas à imprensa. No ano seguinte, em 2004, em entrevista à revista Placar, Jô citou como exemplo o caso do amigo Abuda, que havia se destacado no Mundial Sub-17 de 2003 com a Seleção Brasileira, mas enfrentava dificuldades para manter uma sequência de jogos no profissional, segundo ele, por "abusar das noitadas".

### CSKA Moscou

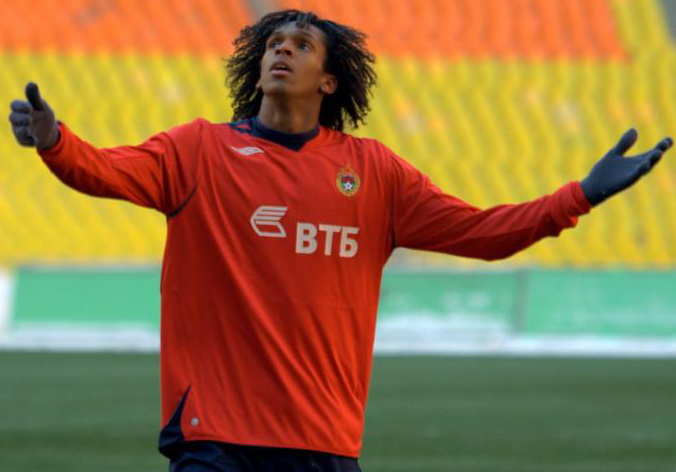
Jô pelo CSKA Moscou em 2007

Após dois anos no clube, em janeiro de 2006 foi contratado pelo CSKA Moscou. O atacante logo se adaptou ao futebol russo e marcou 14 gols em suas primeiras 18 partidas pelo CSKA.
Em outubro de 2007, pela Liga dos Campeões da UEFA, Jô marcou dois gols nas duas partidas contra a Internazionale, um deles com uma dramática derrota por 4–2 no Estádio Giuseppe Meazza. Já em dezembro, o jogador e a esposa levaram um banho de café e foram alvo de racismo em uma lanchonete em Moscou.
No total, atuou em 85 jogos e marcou 47 gols pelo clube russo.

### Manchester City
Em 27 de junho de 2008, o Manchester City assinou com Jô por um valor não revelado, estimado em cerca de 19 milhões de libras, um recorde de clube na época. Apresentado pelo clube no dia 3 de julho, o atacante marcou apenas três gols pelo City: dois contra o Omonia, pela Copa da UEFA, e um contra o Portsmouth, válido pela Premier League. Jô achou difícil se estabelecer na equipe participou de apenas seis jogos no início da temporada 2008–09, onde não teve muitas oportunidades por parte do até então novo treinador Mark Hughes.

### Empréstimos ao Everton e Galatasaray

#### Everton

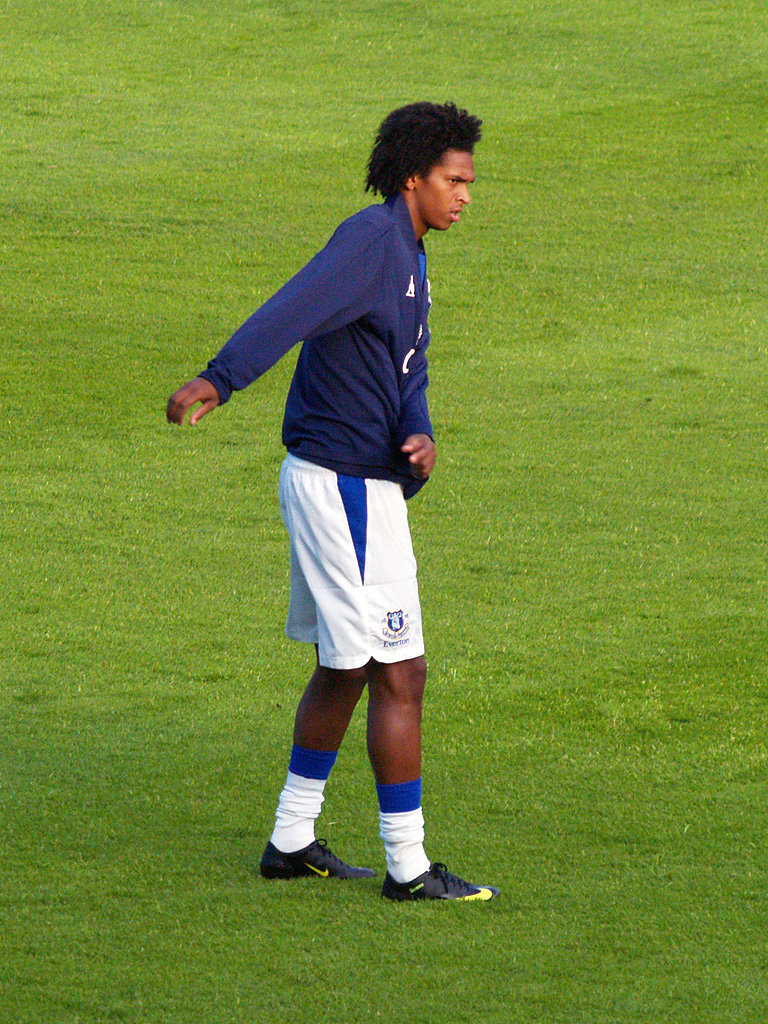
Jô em 2009, durante um treino pelo Everton

Foi emprestado ao Everton em fevereiro de 2009 para o restante da temporada 2008–09, conseguindo boas atuações. Fez sua estreia no jogo contra o Bolton, pela Premier League, marcando dois gols. Ele terminou a temporada com cinco gols em doze jogos na Premier League, embora tenha perdido a corrida de Everton para a FA Cup 2009, depois de jogar os últimos 20 minutos da derrota da terceira rodada do Manchester City, contra o Nottingham Forest.
Retornou ao Manchester City em julho de 2009, mas foi novamente emprestado ao Everton. O atacante reestreou pelos Toffees marcando contra o AEK Atenas, em jogo válido pela Liga Europa da UEFA. Após retornar ao Brasil sem permissão durante o período de Natal, foi suspenso pelo treinador David Moyes por violação de conduta.

#### Galatasaray
No dia 21 de janeiro de 2010, Jô foi emprestado ao Galatasaray até o final da temporada. Ele marcou apenas três gols durante seu período de empréstimo no clube turco.

### Retorno ao City
Com o fim do empréstimo ao Galatasaray, Jô voltou ao Manchester City, clube dono dos seus direitos. O atacante brasileiro marcou na sua reestreia, um amistoso contra o Portland Timbers, e também teve sucesso em outros amistosos da pré-temporada, contra New York Red Bulls, Borussia Dortmund e Valencia, respectivamente.
Marcou seu primeiro gol oficial na temporada no dia 16 de setembro de 2010, na vitória por 2–0 contra o Red Bull Salzburg, válida pela Liga Europa da UEFA. O atacante também balançou as redes no dia 22 de setembro, na derrota por 2–1 contra o West Bromwich Albion, válida pela Copa da Liga. Já no dia 21 de novembro, Jô teve boa atuação na vitória por 4–1 sobre o Fulham. O atacante também participou da vitória por 3–1 contra o West Ham, antes do Natal, e marcou o único gol do City em um empate por 1–1 com a Juventus, válido pela fase de grupos da Europa League. O City conquistou a FA Cup de 2010–11, e apesar do brasileiro não ter atuado na final, ele contribuiu com cinco participações em gol na competição.

### Internacional
Após o final do seu empréstimo ao Galatasaray e sem chances no Manchester City, Jô revelou seu acerto com o Internacional no dia 19 de julho de 2011, com a notícia sendo oficializada no dia seguinte pelo clube inglês.
Sua estreia pelo novo clube foi no dia 31 de julho de 2011, no empate contra o Atlético Goianiense, por 0–0, no estádio Beira-Rio.
O primeiro tento foi anotado no dia 4 de setembro, no empate em 1–1 contra o Ceará.
Marcou mais um gol no dia 21 de setembro, contra o Figueirense, no estádio Orlando Scarpelli, em Florianópolis. O jogador entrou aos 25 minutos do primeiro tempo de jogo, quando Leandro Damião saiu contundido, e, aos 5 minutos do segundo tempo marcou um gol, empatando o jogo que acabara 1–1.
Jô marcou seus primeiros dois gols no estádio Beira-Rio no dia 18 de fevereiro de 2012, na vitória por 3–1 sobre o Pelotas, válida pelo Campeonato Gaúcho. Em 13 de março, contra o The Strongest, pela Copa Libertadores da América, Jô foi à campo aos 35 minutos do segundo tempo, no lugar de Leandro Damião. Aos 38, o atacante recebeu dentro da área e finalizou com firmeza, marcando um belo gol em seu primeiro toque na bola.
No dia 17 de março, contra o Juventude, Jô, novamente, jogou 10 minutos e fez um belo gol na goleada por 7–0.
No final do mês de março, foi afastado pela direção do clube, pois se negou a viajar com a delegação para a Bolívia, onde o clube disputaria um jogo da Libertadores, alegando "indisposição". Mais alguns fatos vieram à tona, e o treinador Dorival Júnior, junto com Fernandão, acharam melhor punir o jogador. Em 10 de abril, cerca de 15 dias depois, foi reintegrado ao grupo, e declarou que "o que aconteceu já passou e agora é seguir para a frente". No entanto, acabou sendo afastado outra vez, no dia 12 de maio, por questões de indisciplina ao lado de Jajá Coelho. A diretoria não o poupou e o dispensou no dia 15 de maio.

### Atlético Mineiro

#### 2012
No dia 20 de maio de 2012, o treinador Cuca anunciou, em entrevista coletiva, a contratação do atacante. O Atlético Mineiro recebeu 50% dos direitos do atleta. Em troca, o clube gaúcho recebeu cerca de 2,5 milhões de euros pela transferência. Jô chegou a Minas Gerais com influência do Banco BMG e assinou um contrato de três anos. Na sua apresentação, disse que "o passado é passado", e não quis falar sobre a polêmica saída de Porto Alegre. No primeiro treino, Jô marcou quatro gols; quase o mesmo número que marcou em toda a sua passagem pelo Internacional. Em sua estreia, contra o Bahia, o jogador deixou sua marca, de pênalti, no empate sofrido que o clube mineiro conseguiu de 1–1. No seu segundo jogo, contra o Palmeiras, no Pacaembu, Jô marcou o gol da vitória, de cabeça. Em 1 de julho, na vitória de 1–0 contra o Grêmio no estádio Olímpico, Jô marcou um dos gols mais bonitos do ano: Bernard pegou a bola na linha de fundo, aplicou dois balõezinhos seguidos nos zagueiros do Grêmio e cruzou para o meio da área; Jô finalizou de primeira e marcou um golaço de voleio.
Em 12 de agosto, Vasco e Atlético Mineiro jogavam pela 16º rodada. O jogo estava 0–0 até que Ronaldinho arrancou pela esquerda, driblou o zagueiro e cruzou a bola na medida para Jô, de cabeça, dar o gol da vitória ao Atlético. No dia 26 de setembro, voltou a marcar no Campeonato Brasileiro, depois de um lesão de duas semanas de recuperação. Fez seu sétimo gol contra o Flamengo, em um giro belíssimo e batendo de canhota, fazendo 1–1 para o Atlético Mineiro. O jogo terminou 2–1 para o Flamengo. Na 32ª rodada do Brasileirão, um dos jogos mais esperado deste Campeonato Brasileiro, o Atlético de Cuca, então vice-líder e sob a batuta em campo de Ronaldinho Gaúcho, tentava em casa, no estádio Independência, diminuir a vantagem de nove pontos do líder, o Fluminense de Abel Braga e do artilheiro Fred. O atacante Wellington Nem abriu o placar, mas Jô virou para o Atlético e ainda fez dois gols na vitória sofrida por 3–2 no Independência, cujo último gol o zagueiro Leonardo Silva marcou de cabeça.
Amparado pela boa temporada realizada em 2012, Jô não se preocupou com a chegada do centroavante Alecsandro, seu concorrente direto pela camisa 9. O atleticano mais antigo justificou sua tranquilidade, afirmando que no elenco "ninguém tem cadeira cativa".

#### 2013
Marcou um gol em 6 de fevereiro, contra o Tombense em uma vitória por 2–1 fora de casa, partida válida pelo Campeonato Mineiro. Dias depois, após ter recebido a camisa 7, marcou um gol na vitória de 2–1 contra o São Paulo na Libertadores, em grande jogo disputado em casa. O atacante voltou a marcar no dia 17 de fevereiro, contra o Araxá, pelo Campeonato Mineiro. Voltou a marcar contra o Arsenal de Sarandí, pela Libertadores, numa goleada por 5–2 fora de casa que contou com três gols de Bernard. Marcou mais um gol na Libertadores, desta vez contra o The Strongest, no dia 7 de março, na vitória por 2–1. Já no dia 31 de março, marcou um gol na goleada por 4–1 contra o Tupi, válida pelo Campeonato Mineiro. Marcou mais dois gols no dia 7 de abril, na vitória por 4–0 contra o Boa Esporte. O atacante teve grande atuação no dia 8 de maio, ao marcar um hat-trick (três gols) contra o São Paulo na vitória por 4–1, pelas oitavas de final da Libertadores. O Galo conquistou a classificação após ter vencido a primeira partida por 2–1 no Morumbi. Jô voltou a balançar as redes no dia 12 de maio, na vitória por 3–0 contra o Cruzeiro, na primeira partida da final do Campeonato Mineiro.
Foi campeão e artilheiro da Copa Libertadores da América, com sete gols. O sétimo gol, que fez de Jô o artilheiro isolado da competição, foi marcado no segundo jogo da final, e abriu o caminho para a vitória do Atlético Mineiro por 2–0 sobre o Olimpia. Com esse placar, o jogo foi para a prorrogação e o Galo acabou vencendo por 4–3 na disputa por pênaltis. Jô converteu o terceiro pênalti do Atlético Mineiro, cobrando no canto direito do goleiro Martín Silva. Depois da Libertadores, seu futebol caiu um pouco e o atacante chegou até a figurar no banco de reservas; no entanto, após a convocação de Felipão, voltou renovado e fez um hat-trick diante do Coritiba dentro do estádio Independência, marcando assim seis gols em seis dias e em três jogos.

#### 2014
Começou o ano bem, mas foi caindo de nível com o decorrer da temporada, principalmente depois da Copa do Mundo, na qual esteve com a Seleção Brasileira. Após alguns atos de indisciplina, em novembro Jô foi afastado do elenco pelo treinador Levir Culpi, juntamente com o atacante André e o lateral-esquerdo Emerson Conceição.

#### 2015
Após mais de um ano sem balançar as redes, Jô marcou o gol que deu o título Campeonato Mineiro ao Atlético. No segundo jogo da final contra a Caldense, o centroavante saiu do banco para os braços da torcida, marcando o segundo tento do Galo na partida após o cruzamento do atacante Luan, sacramentando o título do Atlético.
Seu último gol pelo Atlético Mineiro foi em um empate de 2–2 contra o Palmeiras, no Allianz Parque, em partida válida pela 1ª rodada do Campeonato Brasileiro. Jô havia desempatado o placar aos 40 minutos do segundo tempo, porém no último minuto o Palmeiras conseguiu empatar novamente o jogo.

### Al-Shabab
No dia 2 de julho de 2015, o Atlético Mineiro acertou sua saída do atacante Jô para o Al-Shabab, dos Emirados Árabes, assinando um contrato de cinco temporadas. A negociação foi realizada após reunião entre o jogador e o clube interessado com diretor de futebol alvinegro, Eduardo Maluf. A apresentação de Jô no clube árabe ocorreu no dia 8 de julho, tendo sido negociado por cerca de 3 milhões de euros, valor equivalente a de 10,4 milhões de reais, com o Atlético Mineiro recebendo 50% do total, já que o clube mineiro detinha metade dos direitos econômicos do atleta. A outra metade era dividida entre o Internacional e um grupo investidor. A contratação de Jô foi indicação do então treinador do time árabe, o brasileiro Caio Júnior.

### Jiangsu Suning
Acertou seu contrato com o Jiangsu Suning, da China, no dia 5 de fevereiro de 2016. No entanto, deixou de fazer parte dos planos da equipe apenas alguns meses depois, em julho, ficando livre para ser negociado. No total, atuou em 26 jogos e marcou 11 gols pelo clube chinês.

### Segunda passagem pelo Corinthians
Em 2 de novembro de 2016, acertou seu retorno para o Corinthians e assinou por três anos.

#### Amistosos de início de temporada
Reestreou pelo clube paulista no dia 18 de janeiro de 2017, na vitória por 4–1 sobre o Vasco da Gama, em jogo válido pela Florida Cup.
Em 1 de fevereiro, o Corinthians realizou um amistoso preparatório contra a Ferroviária para o Campeonato Paulista. Jô jogou o primeiro tempo e foi substituído no segundo tempo pelo atacante paraguaio Ángel Romero, para realizações de testes do técnico Fábio Carille. O Timão venceu em Itaquera por 1–0, com gol de Marquinhos Gabriel, marcado aos 49 minutos do segundo tempo.

#### Jogos oficiais
No dia 4 de fevereiro, o Corinthians realizou seu primeiro jogo oficial no Brasil contra o São Bento, válido pelo Campeonato Paulista. Na ocasião, Jô balançou as redes no segundo tempo, numa cobrança de pênalti, e sua equipe venceu a partida por 1–0.
Marcou um gol contra o rival Palmeiras no dia 23 de fevereiro, em partida polêmica, marcada pela expulsão do volante Gabriel em um lance do qual ele sequer havia participado: uma falta cometida pelo corintiano Maycon sobre o palmeirense Keno. O árbitro Thiago Duarte Peixoto equivocadamente expulsou Gabriel, deixando o Corinthians com um jogador a menos durante todo o segundo tempo. A partida estava no placar de 0–0, até a entrada de Jô aos 40 minutos do segundo tempo. Aos 42 minutos, em seus primeiros toques de bola, Jô conseguiu marcar o gol da vitória, em um dos jogos mais marcantes do Corinthians em 2017.
No dia 7 de maio, após o empate em 1–1 contra a Ponte Preta, o atacante sagrou-se campeão do Campeonato Paulista. Em 18 de junho, após um empate por 0–0 contra o Coritiba, chegou a marca de 150 jogos com a camisa do Corinthians e foi homenageado.
Marcou dois gols na vitória por 3–1 sobre o Fluminense, na Neo Química Arena, no dia 15 de novembro, no jogo que o Corinthians sagrou-se campeão do Campeonato Brasileiro. O atacante foi o artilheiro da competição ao lado de Henrique Dourado, do Fluminense, com 18 gols marcados.
Em oito clássicos disputados em jogos oficiais, Jô marcou um gol contra o Palmeiras, dois contra o Santos e três contra o São Paulo, ganhando o apelido de Rei dos Clássicos. Além de terminar o Campeonato Brasileiro com 18 gols marcados, sendo um dos artilheiros, Jô foi eleito o melhor jogador da competição.
O atacante despediu-se do Corinthians no dia 5 de janeiro de 2018, rumo ao Japão.

### Nagoya Grampus
Em 22 de dezembro de 2017, o Corinthians acertou a venda de Jô ao Nagoya Grampus por 11 milhões de euros (cerca de 43 milhões de reais). O atacante marcou seu primeiro hat-trick pelo clube no dia 26 de agosto, na vitória por 3–2 contra o Urawa Reds, de virada.
No dia 1 de dezembro de 2018, ao marcar dois gols no empate por 2–2 com o Shonan Bellmare, na última rodada da J-League, Jô chegou aos 24 gols na competição e terminou como artilheiro.
O atacante rescindiu seu contrato com a equipe japonesa no dia 22 de maio de 2020.

### Terceira passagem pelo Corinthians
No dia 17 de junho de 2020, foi anunciado o seu retorno ao Corinthians até o final de 2023. O atacante reestreou pelo Timão no dia 30 de julho, marcando um gol na vitória por 2–0 contra o Bragantino, no Morumbi, válida pelo Campeonato Paulista. Chegou aos 200 jogos pelo Corinthians no dia 7 de dezembro, em um empate por 0–0 contra o Fortaleza. Apesar da marca, Jô foi expulso nesse jogo, após cometer uma falta em Felipe, zagueiro do Fortaleza.
Marcou seu gol de número 50 pelo Corinthians no dia 13 de janeiro de 2021, na goleada por 5–0 contra o Fluminense, na Neo Química Arena, válida pelo Campeonato Brasileiro de 2020. Já no dia 27 de junho, tornou-se o maior artilheiro do Corinthians no século XXI, com 56 gols, e ultrapassou Dentinho (55 gols). O gol que o colocou na artilharia isolada foi marcado durante um empate por 1–1 contra o Fluminense, no estádio São Januário, em jogo válido pelo Campeonato Brasileiro de 2021. Chegou a marca de 250 jogos pelo Corinthians no dia 19 de setembro de 2021. Em 5 de outubro, após marcar um gol na vitória por 3–1 contra o Bahia, Jô chegou a 28 gols marcados na Neo Química Arena e tornou-se o maior artilheiro do estádio, ultrapassando o paraguaio Ángel Romero (27 gols).
Em 7 de junho de 2022, foi flagrado tocando pagode num bar durante a derrota do Corinthians para o Cuiabá, por 1–0, em jogo válido pelo Campeonato Brasileiro. O jogador estava tratando um trauma no pé. No dia seguinte (8), o atacante faltou ao treino e não deu explicações à diretoria. O clube prometeu tratar o assunto internamente e afirmou que daria uma punição exemplar. Jô deixou o Corinthians no dia 9 de junho, tendo seu contrato rescindido em comum acordo.

### Ceará
Foi anunciado como novo reforço do Ceará no dia 9 de agosto de 2022, assinando contrato até o final do ano. Estreou pelo Vozão no dia 27 de agosto, contra o Athletico Paranaense, num empate em 0–0 válido pelo Campeonato Brasileiro. Jô marcou seu primeiro gol pelo clube no dia 4 de setembro, num empate por 1–1 contra o Flamengo, em jogo realizado no Maracanã. Voltou a balançar as redes no dia 16 de outubro, em seu oitavo jogo pelo Ceará, no empate de 1–1 contra o Cuiabá.
Entre agosto e novembro de 2022 pelo Ceará, o atacante marcou apenas dois gols em 11 jogos, somando 788 minutos em campo. Ao final do seu contrato, não teve o vínculo renovado e ficou livre no mercado.

### Al-Jabalain
Em 25 de janeiro de 2023, Jô foi anunciado pelo Al-Jabalain, da Arábia Saudita. Aos 35 anos, o centroavante assinou com o clube que disputa a Segunda Divisão até o fim da temporada. No entanto, cinco dias após o anúncio, Jô e o Al-Jabalain rescindiram o contrato em comum acordo. O atacante chegou a atuar pelo clube saudita em uma partida, tendo jogado apenas 25 minutos.

### Aposentadoria
Em 26 de fevereiro de 2023, anunciou sua aposentadoria do futebol profissional aos 35 anos. Em entrevista à Rádio 365, o jogador declarou:
| “ | São mais de 20 anos me dedicando ao futebol. Sou grato a todos os clubes, é muita coisa. Em primeira mão nesta entrevista, quero deixar claro que a partir de hoje o Jô encerra o ciclo dentro do futebol profissional, e aí o João Alves de Assis Silva vai ter continuidade na vida pessoal, claro, dentro do futebol, porque é o lugar que me abriu muitas portas para conhecer tanta gente. Quero engrenar no futebol, agora fora das quatro linhas. | ” |

### Amazonas
Apesar de ter anunciado a aposentadoria, Jô voltou atrás e foi oficializado como reforço do Amazonas em janeiro de 2024, assinando com a Onça até o final do ano. O atacante balançou as redes logo em sua estreia, no dia 11 de fevereiro, marcando de pênalti na goleada por 4–0 contra o Operário. Mostrando faro de gol, voltou a balançar as redes no dia 17 de março e marcou duas vezes contra o mesmo Operário, desta vez numa vitória por 3–1.
No dia 6 de maio, antes da partida contra a Ponte Preta, válida pela 3ª rodada da Série B, Jô foi preso por falta de pagamento de pensão alimentícia. O jogador já havia deixado o hotel onde o Amazonas estava hospedado, em Campinas, mas foi parado logo na chegada do ônibus da delegação no Estádio Moisés Lucarelli, e na sequência foi conduzido à delegacia pelos policiais civis.
Alegando problemas pessoais, Jô teve seu contrato rescindido de maneira amigável e deixou o Amazonas no dia 22 de agosto. Em oito meses no clube, atuou em 26 partidas e marcou seis gols.

### Itabirito
Em setembro de 2024, Jô foi anunciado como novo reforço do Itabirito, clube recém promovido a primeira divisão do Campeonato Mineiro e a Série D do Campeonato Brasileiro.
No dia 18 de fevereiro de 2025, o atacante deixou o clube mineiro após o fim de seu contrato. No total, Jô participou de apenas seis partidas no Campeonato Mineiro e não balançou as redes.

## Seleção Nacional
Pela Seleção Brasileira, Jô foi pré-convocado pelo técnico Dunga para a Copa América de 2007, mas acabou não sendo chamado para o torneio.

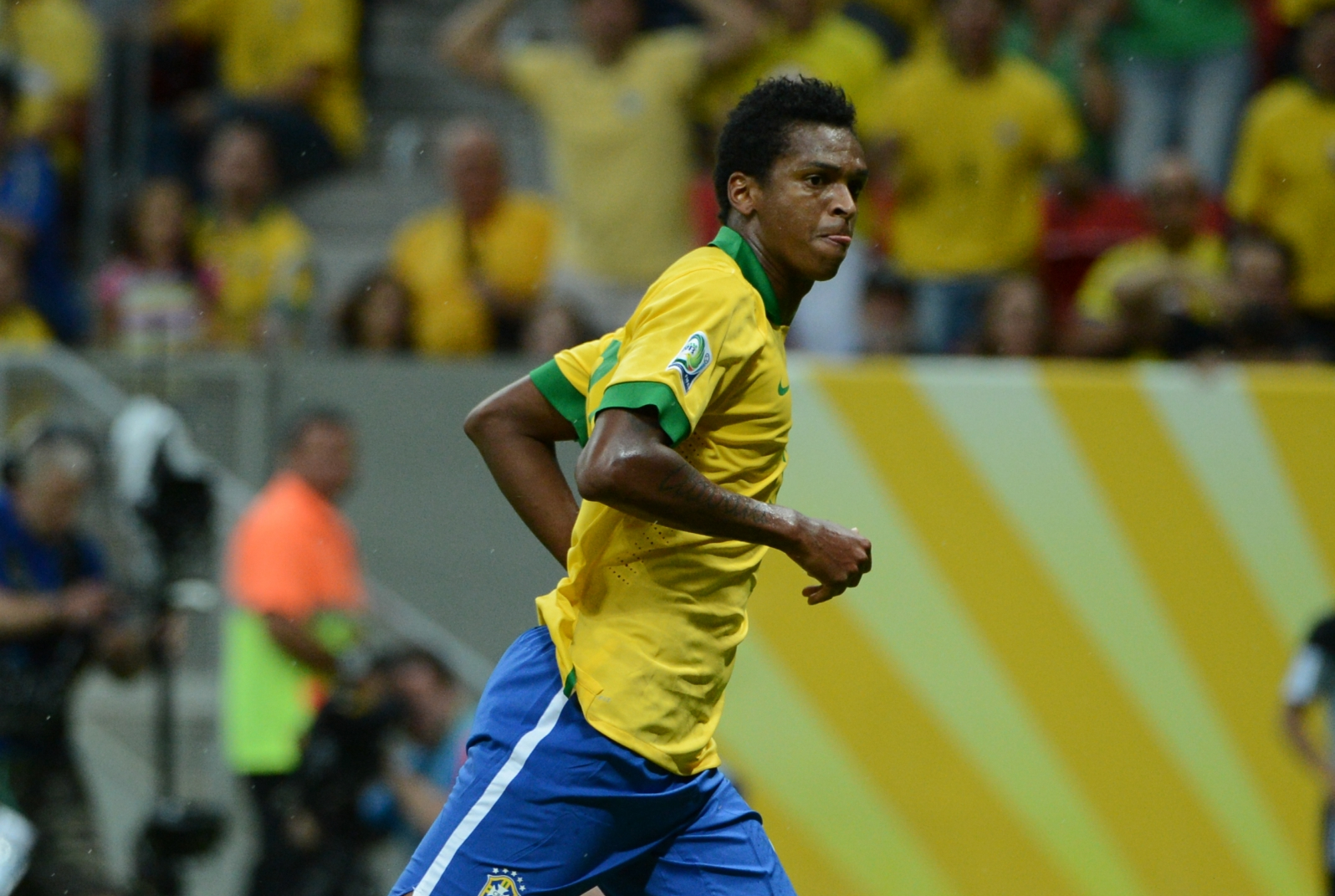
Jô atuando na Copa das Confederações FIFA de 2013

Foi novamente convocado por Dunga em 2008, dessa vez para a disputa das Olimpíadas 2008, na China. O Brasil conquistou a medalha de bronze contra a Bélgica, na disputa de 3° lugar, e Jô marcou dois gols, nesta que foi a sua única aparição na competição, ocupando a vaga de centroavante reserva, já que a vaga de titular pertencia a Alexandre Pato.
Em 6 de junho de 2013, após uma contusão na coxa de Leandro Damião durante um treino preparatório da Seleção, em Goiânia, Jô foi convocado para o lugar do atacante. A princípio, o atleticano só integraria o grupo para o amistoso contra a França, em Porto Alegre, no dia 7 de junho, mas após o resultado do exame de imagem, verificou-se a gravidade da lesão e Leandro Damião acabou sendo cortado, dando lugar ao Jô na disputa da Copa das Confederações. O centroavante entrou bem nos jogos contra Japão e México, tendo marcado um gol em cada nos minutos finais.
Ainda em 2013, voltou a ser convocado para os amistosos diante da Suíça, Austrália e Portugal, onde foi titular no lugar do lesionado Fred, marcando três gols, dois contra a Austrália e um contra Portugal.
No dia 7 de maio de 2014, Jô foi convocado para Copa do Mundo no Brasil. Viveu má fase durante a Copa, juntamente com o atacante titular, Fred, e o Brasil terminou a competição em 4º lugar.

#### Jogos pela Seleção Brasileira
Expanda a caixa de informações para conferir todos os jogos pela Seleção Brasileira
| Jogos pela Seleção Brasileira | Jogos pela Seleção Brasileira | Jogos pela Seleção Brasileira | Jogos pela Seleção Brasileira | Jogos pela Seleção Brasileira | Jogos pela Seleção Brasileira | Jogos pela Seleção Brasileira | Jogos pela Seleção Brasileira |
| Nº                            | Data                          | Competição                    | Local                         |                               | Placar                        | Adversário                    | Gols                          |
| ----------------------------- | ----------------------------- | ----------------------------- | ----------------------------- | ----------------------------- | ----------------------------- | ----------------------------- | ----------------------------- |
| 1                             | 5 de junho de 2007            | Amistoso                      | Dortmund (ALE)                | Brasil                        | 0 — 0                         | Turquia                       | —                             |
| 2                             | 7 de setembro de 2008         | Elim. Copa do Mundo de 2010   | Santiago (CHI)                | Brasil                        | 3 — 0                         | Chile                         | —                             |
| 3                             | 15 de outubro de 2008         | Elim. Copa do Mundo de 2010   | Rio de Janeiro (BRA)          | Brasil                        | 0 — 0                         | Colômbia                      | —                             |
| 4                             | 9 de junho de 2013            | Amistoso                      | Porto Alegre (BRA)            | Brasil                        | 3 — 0                         | França                        | —                             |
| 5                             | 15 de junho de 2013           | Copa das Confederações        | Brasília (BRA)                | Brasil                        | 3 — 0                         | Japão                         | 1                             |
| 6                             | 19 de junho de 2013           | Copa das Confederações        | Fortaleza (BRA)               | Brasil                        | 2 — 0                         | México                        | 1                             |
| 7                             | 30 de junho de 2013           | Copa das Confederações        | Rio de Janeiro (BRA)          | Brasil                        | 3 — 0                         | Espanha                       | —                             |
| 8                             | 14 de agosto de 2013          | Amistoso                      | Basileia (SUI)                | Brasil                        | 0 — 1                         | Suíça                         | —                             |
| 9                             | 7 de setembro de 2013         | Amistoso                      | Brasília (BRA)                | Brasil                        | 6 — 0                         | Austrália                     | 2                             |
| 10                            | 10 de setembro de 2013        | Amistoso                      | Boston (EUA)                  | Brasil                        | 3 — 1                         | Portugal                      | 1                             |
| 11                            | 12 de outubro de 2013         | Amistoso                      | Seul (CDS)                    | Brasil                        | 2 — 0                         | Coreia do Sul                 | —                             |
| 12                            | 15 de outubro de 2013         | Amistoso                      | Pequim (CHN)                  | Brasil                        | 2 — 0                         | Zâmbia                        | —                             |
| 13                            | 16 de novembro de 2013        | Amistoso                      | Miami (EUA)                   | Brasil                        | 5 — 0                         | Honduras                      | —                             |
| 14                            | 19 de novembro de 2013        | Amistoso                      | Toronto (CAN)                 | Brasil                        | 2 — 1                         | Chile                         | —                             |
| 15                            | 5 de março de 2014            | Amistoso                      | Joanesburgo (AFS)             | Brasil                        | 5 — 0                         | África do Sul                 | —                             |
| 16                            | 3 de junho de 2014            | Amistoso                      | Goiânia (BRA)                 | Brasil                        | 4 — 0                         | Panamá                        | —                             |
| 17                            | 6 de junho de 2014            | Amistoso                      | São Paulo (BRA)               | Brasil                        | 1 — 0                         | Sérvia                        | —                             |
| 18                            | 17 de junho de 2014           | Copa do Mundo                 | Fortaleza (BRA)               | Brasil                        | 0 — 0                         | México                        | —                             |
| 19                            | 28 de junho de 2014           | Copa do Mundo                 | Belo Horizonte (BRA)          | Brasil                        | 1 — 1                         | Chile                         | —                             |
| 20                            | 12 de julho de 2014           | Copa do Mundo                 | Brasília (BRA)                | Brasil                        | 0 — 3                         | Países Baixos                 | —                             |

## Controvérsias
Em maio de 2024, enquanto atuava pelo Amazonas, Jô foi preso em Campinas por determinação judicial devido ao não pagamento de pensão alimentícia. A detenção ocorreu após um mandado de prisão expedido de uma pequena cidade da Bahia.
Pouco mais de um ano depois, em 12 de junho de 2025, o jogador voltou a ser preso pelo mesmo motivo, dessa vez no Aeroporto Internacional de Guarulhos, em São Paulo. A nova prisão também esteve vinculada ao atraso no pagamento da pensão alimentícia ao filho de dois anos.

## Estatísticas

### Clubes
Abaixo estão listados todos os jogos, gols e assistências do futebolista por clubes.
| Clube             | Temporada         | Campeonato nacional | Campeonato nacional | Campeonato nacional | Copa nacional[a] | Copa nacional[a] | Copa nacional[a] | Competições continentais[b] | Competições continentais[b] | Competições continentais[b] | Outros torneios[c] | Outros torneios[c] | Outros torneios[c] | Total | Total | Total   |
| Clube             | Temporada         | Jogos               | Gols                | Assist.             | Jogos            | Gols             | Assist.          | Jogos                       | Gols                        | Assist.                     | Jogos              | Gols               | Assist.            | Jogos | Gols  | Assist. |
| ----------------- | ----------------- | ------------------- | ------------------- | ------------------- | ---------------- | ---------------- | ---------------- | --------------------------- | --------------------------- | --------------------------- | ------------------ | ------------------ | ------------------ | ----- | ----- | ------- |
| Corinthians       | 2003              | 14                  | 1                   | 0                   | —                | —                | —                | —                           | —                           | —                           | 1                  | 0                  | 0                  | 15    | 1     | 0       |
| Corinthians       | 2004              | 42                  | 8                   | 0                   | 5                | 2                | 0                | —                           | —                           | —                           | 6                  | 0                  | 0                  | 53    | 10    | 0       |
| Corinthians       | 2005              | 27                  | 4                   | 0                   | 4                | 1                | 0                | 2                           | 0                           | 0                           | 14                 | 2                  | 0                  | 47    | 7     | 0       |
| Corinthians       | 2017              | 34                  | 18                  | 3                   | 5                | 1                | 1                | 5                           | 0                           | 1                           | 20                 | 6                  | 2                  | 64    | 25    | 7       |
| Corinthians       | 2020              | 30                  | 6                   | 1                   | —                | —                | —                | —                           | —                           | —                           | 4                  | 2                  | 0                  | 34    | 8     | 1       |
| Corinthians       | 2021              | 32                  | 7                   | 4                   | 4                | 0                | 1                | 6                           | 1                           | 1                           | 10                 | 2                  | 0                  | 52    | 10    | 6       |
| Corinthians       | 2022              | 4                   | 1                   | 0                   | 1                | 1                | 0                | 6                           | 0                           | 0                           | 8                  | 2                  | 0                  | 19    | 4     | 0       |
| Corinthians       | Total             | 183                 | 45                  | 8                   | 19               | 5                | 2                | 19                          | 1                           | 2                           | 63                 | 14                 | 2                  | 284   | 65    | 14      |
| CSKA Moscou       | 2006–07           | 18                  | 14                  | 3                   | 6                | 5                | 1                | —                           | —                           | —                           | 1                  | 1                  | 0                  | 25    | 20    | 4       |
| CSKA Moscou       | 2007–08           | 27                  | 13                  | 3                   | 3                | 2                | 0                | 5                           | 0                           | 0                           | 1                  | 2                  | 0                  | 36    | 17    | 3       |
| CSKA Moscou       | 2008–09           | 8                   | 3                   | 1                   | 4                | 2                | 2                | 4                           | 2                           | 0                           | —                  | —                  | —                  | 16    | 7     | 3       |
| CSKA Moscou       | Total             | 53                  | 31                  | 7                   | 13               | 8                | 3                | 9                           | 2                           | 0                           | 2                  | 3                  | 0                  | 77    | 44    | 10      |
| Manchester City   | 2008–09           | 9                   | 1                   | 2                   | 2                | 0                | 1                | 7                           | 2                           | 1                           | —                  | —                  | —                  | 18    | 3     | 4       |
| Manchester City   | 2011–12           | 12                  | 0                   | 0                   | 6                | 1                | 0                | 6                           | 2                           | 1                           | —                  | —                  | —                  | 24    | 3     | 1       |
| Manchester City   | Total             | 21                  | 1                   | 2                   | 8                | 1                | 1                | 13                          | 4                           | 2                           | —                  | —                  | —                  | 42    | 6     | 5       |
| Everton           | 2008–09           | 12                  | 5                   | 2                   | —                | —                | —                | —                           | —                           | —                           | —                  | —                  | —                  | 12    | 5     | 2       |
| Everton           | 2009–10           | 15                  | 0                   | 2                   | 2                | 1                | 0                | 7                           | 1                           | 0                           | —                  | —                  | —                  | 24    | 2     | 2       |
| Everton           | Total             | 27                  | 5                   | 4                   | 2                | 1                | 0                | 7                           | 1                           | 0                           | —                  | —                  | —                  | 36    | 7     | 4       |
| Galatasaray       | 2010–11           | 13                  | 3                   | 2                   | 2                | 0                | 0                | —                           | —                           | —                           | —                  | —                  | —                  | 15    | 3     | 2       |
| Galatasaray       | Total             | 13                  | 3                   | 2                   | 2                | 0                | 0                | —                           | —                           | —                           | —                  | —                  | —                  | 15    | 3     | 2       |
| Internacional     | 2011              | 16                  | 2                   | 1                   | —                | —                | —                | 2                           | 0                           | 1                           | —                  | —                  | —                  | 18    | 2     | 2       |
| Internacional     | 2012              | 5                   | 1                   | 0                   | —                | —                | —                | —                           | —                           | —                           | 13                 | 3                  | 0                  | 18    | 4     | 0       |
| Internacional     | Total             | 21                  | 3                   | 1                   | —                | —                | —                | 2                           | 0                           | 1                           | 13                 | 3                  | 0                  | 36    | 6     | 2       |
| Atlético Mineiro  | 2012              | 24                  | 9                   | 7                   | —                | —                | —                | 5                           | 1                           | 0                           | —                  | —                  | —                  | 29    | 10    | 7       |
| Atlético Mineiro  | 2013              | 21                  | 6                   | 3                   | 2                | 0                | 0                | 14                          | 7                           | 3                           | 15                 | 6                  | 0                  | 52    | 19    | 6       |
| Atlético Mineiro  | 2014              | 16                  | 0                   | 4                   | 2                | 0                | 0                | 8                           | 4                           | 1                           | 11                 | 4                  | 0                  | 37    | 8     | 5       |
| Atlético Mineiro  | 2015              | 3                   | 1                   | 0                   | —                | —                | —                | 3                           | 0                           | 0                           | 3                  | 1                  | 0                  | 9     | 2     | 0       |
| Atlético Mineiro  | Total             | 64                  | 16                  | 14                  | 4                | 0                | 0                | 30                          | 12                          | 4                           | 29                 | 11                 | 0                  | 127   | 39    | 18      |
| Al–Shabab         | 2016              | 13                  | 8                   | 0                   | 6                | 8                | 0                | —                           | —                           | —                           | —                  | —                  | —                  | 19    | 16    | 0       |
| Al–Shabab         | Total             | 13                  | 8                   | 0                   | 6                | 8                | 0                | —                           | —                           | —                           | —                  | —                  | —                  | 19    | 16    | 0       |
| Jiangsu Suning    | 2016              | 17                  | 6                   | 1                   | 2                | 1                | 0                | 6                           | 4                           | 3                           | 1                  | 0                  | 0                  | 26    | 11    | 4       |
| Jiangsu Suning    | Total             | 17                  | 6                   | 1                   | 2                | 1                | 0                | 6                           | 4                           | 3                           | 1                  | 0                  | 0                  | 26    | 11    | 4       |
| Nagoya Grampus    | 2018              | 33                  | 24                  | 5                   | 4                | 1                | 0                | —                           | —                           | —                           | —                  | —                  | —                  | 37    | 25    | 5       |
| Nagoya Grampus    | 2019              | 32                  | 6                   | 7                   | 5                | 2                | 0                | —                           | —                           | —                           | —                  | —                  | —                  | 37    | 8     | 7       |
| Nagoya Grampus    | Total             | 65                  | 30                  | 12                  | 9                | 3                | 0                | —                           | —                           | —                           | —                  | —                  | —                  | 74    | 33    | 12      |
| Ceará             | 2022              | 11                  | 2                   | 0                   | —                | —                | —                | —                           | —                           | —                           | —                  | —                  | —                  | 11    | 2     | 0       |
| Ceará             | Total             | 11                  | 2                   | 0                   | —                | —                | —                | —                           | —                           | —                           | —                  | —                  | —                  | 11    | 2     | 0       |
| Total na carreira | Total na carreira | 488                 | 150                 | 51                  | 65               | 31               | 6                | 86                          | 24                          | 12                          | 108                | 31                 | 2                  | 747   | 232   | 71      |

- a. ^ Jogos da Copa do Brasil, Copa da Rússia, Copa da Inglaterra, Copa da Liga Inglesa, Copa da Turquia, Copa da Liga dos Emirados Árabes e Copa da Liga Japonesa
- b. ^ Jogos da Copa Sul-Americana, Liga Europa, Copa Libertadores e Liga dos Campeões da AFC
- c. ^ Jogos do Campeonato Paulista, Supercopa da Rússia, Campeonato Gaúcho, Campeonato Mineiro, Mundial de Clubes, Recopa Sul-Americana e Supercopa da China

### Seleção Brasileira
Abaixo estão listados todos os jogos, gols e assistências do futebolista pela Seleção Brasileira, desde as categorias de base
Seleção Principal
| Ano               | Copa do Mundo | Copa do Mundo | Copa do Mundo | Copa das Confederações | Copa das Confederações | Copa das Confederações | Qualificação Mundial | Qualificação Mundial | Qualificação Mundial | Amistosos | Amistosos | Amistosos | Total | Total | Total   |
| Ano               | Jogos         | Gols          | Assist.       | Jogos                  | Gols                   | Assist.                | Jogos                | Gols                 | Assist.              | Jogos     | Gols      | Assist.   | Jogos | Gols  | Assist. |
| ----------------- | ------------- | ------------- | ------------- | ---------------------- | ---------------------- | ---------------------- | -------------------- | -------------------- | -------------------- | --------- | --------- | --------- | ----- | ----- | ------- |
| 2007              | —             | —             | —             | —                      | —                      | —                      | —                    | —                    | —                    | 1         | 0         | 0         | 1     | 0     | 0       |
| 2008              | —             | —             | —             | —                      | —                      | —                      | 2                    | 0                    | 0                    | —         | —         | —         | 2     | 0     | 0       |
| 2013              | —             | —             | —             | 3                      | 2                      | 0                      | —                    | —                    | —                    | 8         | 3         | 0         | 11    | 5     | 0       |
| 2014              | 3             | 0             | 0             | —                      | —                      | —                      | —                    | —                    | —                    | 3         | 0         | 1         | 6     | 0     | 1       |
| Total na carreira | 3             | 0             | 0             | 3                      | 2                      | 0                      | 2                    | 0                    | 0                    | 12        | 3         | 1         | 20    | 5     | 1       |

Sub–23
| Ano               | Jogos Olímpicos | Jogos Olímpicos | Jogos Olímpicos |
| Ano               | Jogos           | Gols            | Assist.         |
| ----------------- | --------------- | --------------- | --------------- |
| 2008              | 5               | 2               | 0               |
| Total na carreira | 5               | 2               | 0               |

Sub–20
| Ano               | Campeonato Mundial | Campeonato Mundial | Campeonato Mundial |
| Ano               | Jogos              | Gols               | Assist.            |
| ----------------- | ------------------ | ------------------ | ------------------ |
| 2007              | 4                  | 0                  | 0                  |
| Total na carreira | 4                  | 0                  | 0                  |

## Títulos
Corinthians
- Campeonato Paulista: 2003 e 2017
- Campeonato Brasileiro: 2005 e 2017

CSKA Moscou
- Premier League Russa: 2006
- Copa da Rússia: 2005–06 e 2007–08
- Supercopa da Rússia: 2006 e 2007

Manchester City
- Copa da Inglaterra: 2010–11

Internacional
- Recopa Sul-Americana: 2011
- Campeonato Gaúcho: 2012

Atlético Mineiro
- Campeonato Mineiro: 2013 e 2015
- Copa Libertadores da América: 2013
- Recopa Sul-Americana: 2014
- Copa do Brasil: 2014

Seleção Brasileira
- Copa das Confederações FIFA: 2013

### Prêmios individuais
| Ano  | Premiação                      | Prêmio              | Time        | Resultado | Ref.    |
| ---- | ------------------------------ | ------------------- | ----------- | --------- | ------- |
| 2017 | Seleção do Campeonato Paulista | Melhor atacante     | Corinthians | Venceu    | [ 116 ] |
| 2017 | Seleção do Campeonato Paulista | Craque da galera    | Corinthians | Venceu    | [ 116 ] |
| 2017 | Seleção do Troféu Mesa Redonda | Melhor 2º atacante  | Corinthians | Venceu    |         |
| 2017 | Seleção do Troféu Mesa Redonda | Melhor jogador      | Corinthians | Venceu    |         |
| 2017 | Bola de Prata                  | Melhor centroavante | Corinthians | Venceu    | [ 117 ] |
| 2017 | Bola de Prata                  | Bola de Ouro        | Corinthians | Venceu    | [ 118 ] |
| 2017 | Prêmio Craque do Brasileirão   | Melhor atacante     | Corinthians | Venceu    | [ 119 ] |
| 2017 | Prêmio Craque do Brasileirão   | Melhor jogador      | Corinthians | Venceu    | [ 119 ] |
| 2017 | Prêmio Craque do Brasileirão   | Craque da galera    | Corinthians | 2º lugar  | [ 120 ] |

### Artilharias
Atlético Mineiro
- Copa Libertadores da América: 2013 (7 gols)

Corinthians
- Campeonato Brasileiro: 2017 (18 gols)

Nagoya Grampus
- J-League: 2018 (24 gols)